# Hello (EP)
Hello é o extended play de debut da cantora sul-coreana Joy. Foi lançado em 31 de maio de 2021 pela SM Entertainment e consiste em seis faixas, incluindo o single pré-lançado "Je T'aime".

## Histórico e lançamento
Em 12 de maio de 2021, a SM Entertainment anunciou que Joy faria sua estréia solo com um álbum remake. Em 17 de maio, foi anunciado que Hello será lançado em 31 de maio, consistindo em seis canções remake lançadas de 1990 a 2000. Em 26 de maio, "Je T'aime" foi pré-lançado, a música é um remake de mesmo nome da cantora Hey lançado em 2001.

## Lista de músicas

#### Lista de faixas para Hello[4][5]
| N.º | Título                    | Letras      | Música         | Arranjo        | Duração |  |
| 1.  | "Hello"                   |             |                |                |         |  |
| 2.  | "Je T'aime"               | Lee Do-yeon | Yoo Jeong-yeon | Hwang Seong-je | 4:21    |  |
| 3.  | "Day By Day"              |             |                |                |         |  |
| 4.  | "If Only (feat Paul Kim)" |             |                |                |         |  |
| 5.  | "Happy Birthday To You"   |             |                |                |         |  |
| 6.  | "Be There For You"        |             |                |                |         |  |

## Histórico de lançamento
| Região | Data               | Formato                                | Gravadora  |
| ------ | ------------------ | -------------------------------------- | ---------- |
| Vários | 31 de maio de 2021 | CD cassette digital download streaming | SM Dreamus |